# Dance Gavin Dance
Dance Gavin Dance — американський рок-гурт із Сакраменто, Каліфорнія, створений у 2005 році. На даний момент гурт складається з екстрім-вокаліста Джона Месса, чистого вокаліста Тіліана Пірсона, соло-гітариста Вілла Свона, ритм-гітариста Ендрю Уеллса та барабанщика Метью Мінгуса. До складу гурту раніше входили ведучі вокалісти Джонні Крейг і Курт Тревіс, басисти Ерік Лодж, Джейсон Елліс і Тім Фірік, а також гітаристи Альваро Алкала, Шон О'Салліван, Закарі Гаррен і Джош Бентон. Колектив неодноразово змінювався з моменту заснування. Свон і Мінгус — єдині учасники гурту, які брали участь у кожному студійному альбомі.
У 2006 році гурт випустив дебютний мініальбом Whatever I Say Is Royal Ocean і після цього підписав контракт з Rise Records. Їхній дебютний студійний альбом Downtown Battle Mountain вийшов у травні 2007 року. Крейг і гітарист Шон О'Салліван залишили гурт, їх замінили Курт Тревіс і Закарі Гаррен відповідно. Вони випустили свій однойменний альбом Dance Gavin Dance у серпні 2008 року. Вокаліст Джон Месс і басист Ерік Лодж залишили гурт ще до виходу альбому, а Лоджа замінив Джейсон Елліс. Happiness, третій студійний альбом гурту, вийшов у червні 2009 року.
У 2010 році Джонні Крейг, Джон Месс і Ерік Лодж повернулися до гурту і записали четвертий студійний альбом Downtown Battle Mountain II (2011). Наступного року Крейг і Лодж покинули гурт, що призвело до того, що до гурту приєдналися колишній вокаліст Tides of Man Тіліан Пірсон, басист Тім Фірік і гітарист Джош Бентон. Вони випустили п'ятий студійний альбом Acceptance Speech (2013); Бентон покинув гурт незабаром після виходу альбому. Шостий студійний альбом Instant Gratification вийшов у квітні 2015 року. Наступного року гурт випустив концертний альбом Tree City Sessions і свій сьомий студійний альбом Mothership, останній посів 13 місце в чарті Billboard 200 . У червні 2018 року вони випустили восьмий студійний альбом Artificial Selection, який посів 15 місце в Billboard 200. У 2020 році вони випустили дев'ятий студійний альбом Afterburner у квітні, який посів 14 місце в Billboard 200, і Tree City Sessions 2 у грудні.
Бас-гітарист Тім Фірік помер у 2022 році, перед випуском десятого альбому гурту Jackpot Juicer, що призвело до того, що гітарист Sianvar і Royal Coda Серхіо Медіна приступить до виконання обов'язків басиста.
Чотири альбоми гурту потрапили до топ-20 в США, включаючи один топ-10, і став одним з найпопулярніших музичних гуртів у жанрі постхардкор.

## Історія

### 2005—2007:Downtown Battle Mountain
Dance Gavin Dance утворився незабаром після розпаду попереднього гурту Farewell Unknown гітариста Вілла Свона, барабанщика Метта Мінгуса та басиста Еріка Лоджа. Після наймання екстрім-вокаліста Джона Месса до гурту приєднався чистий вокаліст Джонні Крейг, який залишив колишній гурт Ghost Runner On Third через конфлікти в гурті. У 2005 році вони самостійно випустили свій дебютний EP Whatever I Say Is Royal Ocean, який згодом був перевиданий 14 листопада 2006 року на Rise Records. Дебютний студійний альбом Downtown Battle Mountain, спродюсований Крісом Крамметом, був випущений 15 травня 2007 року на лейблі Rise Records. Гурт гастролював з американськими пост-хардкор гуртами Alesana, A Day To Remember і Pierce the Veil на підтримку альбому.
У серпні 2007 року гітарист Шон О'Салліван покинув гурт, і його замінив Закарі Гаррен. У листопаді 2007 року співак Джонні Крейг покинув гурт через гостру суперечку між ним і менеджером гурту, і коли він наполягав на поновленні, йому було відмовлено через напруженість і особисті конфлікти всередині гурту, головним чином через його недостатню надійність і нездатність Крейга бути присутнім під час частини виступу гурту на фестивалі Saints &amp; Sinners у Нью-Джерсі через проблеми, пов'язані з алкоголем і наркотиками.

### 2008—2009:Dance Gavin DanceтаHappiness
Невдовзі після виходу Джонні Крейга Dance Gavin Dance провели прослуховування, щоб найняти чистого вокаліста на заміну. Ніку Ньюшему з американського постхардкор-гурту Gatsby's American Dream запропонували приєднатися, однак він вирішив цього не робити, незважаючи на те, що згодом він виступив у пісні «Uneasy Hearts Weigh The Most» у їх однойменному альбомі 2008 року. Серед інших співаків, які брали участь у прослуховуванні, були Келлін Квін із Sleeping with Sirens, Метт Гейз із Lower Definition і Томас Даттон. Курт Тревіс, колишній учасник рок-гуртів із Сакраменто Five Minute Ride, O! The Joy, and No Not Constant, став новим чистим вокалістом гурту.
20 квітня 2008 року гурт увійшов в студію, щоб записати однойменний другий студійний альбом з Крісом Крамметом. Альбом вийшов 19 серпня 2008 року. Ще до виходу альбому, але після його запису, двоє оригінальних учасників, екстрім-вокаліст Джон Месс і басист Ерік Лодж, покинули гурт. Після їх виходу Вілл Свон виконував обов'язки скримінгу разом із грою на соло-гітарі, а Джейсон Елліс, колишній учасник Five Minute Ride, замінив Лоджа на бас-гітарі. Гурт зняв кліп на пісню «Me and Zoloft Get Along Just Fine» з режисером Роббі Старбаком, який був випущений 18 листопада 2008 року. У кліпі вокал Джона Месса був синхронізований Віллом Своном.

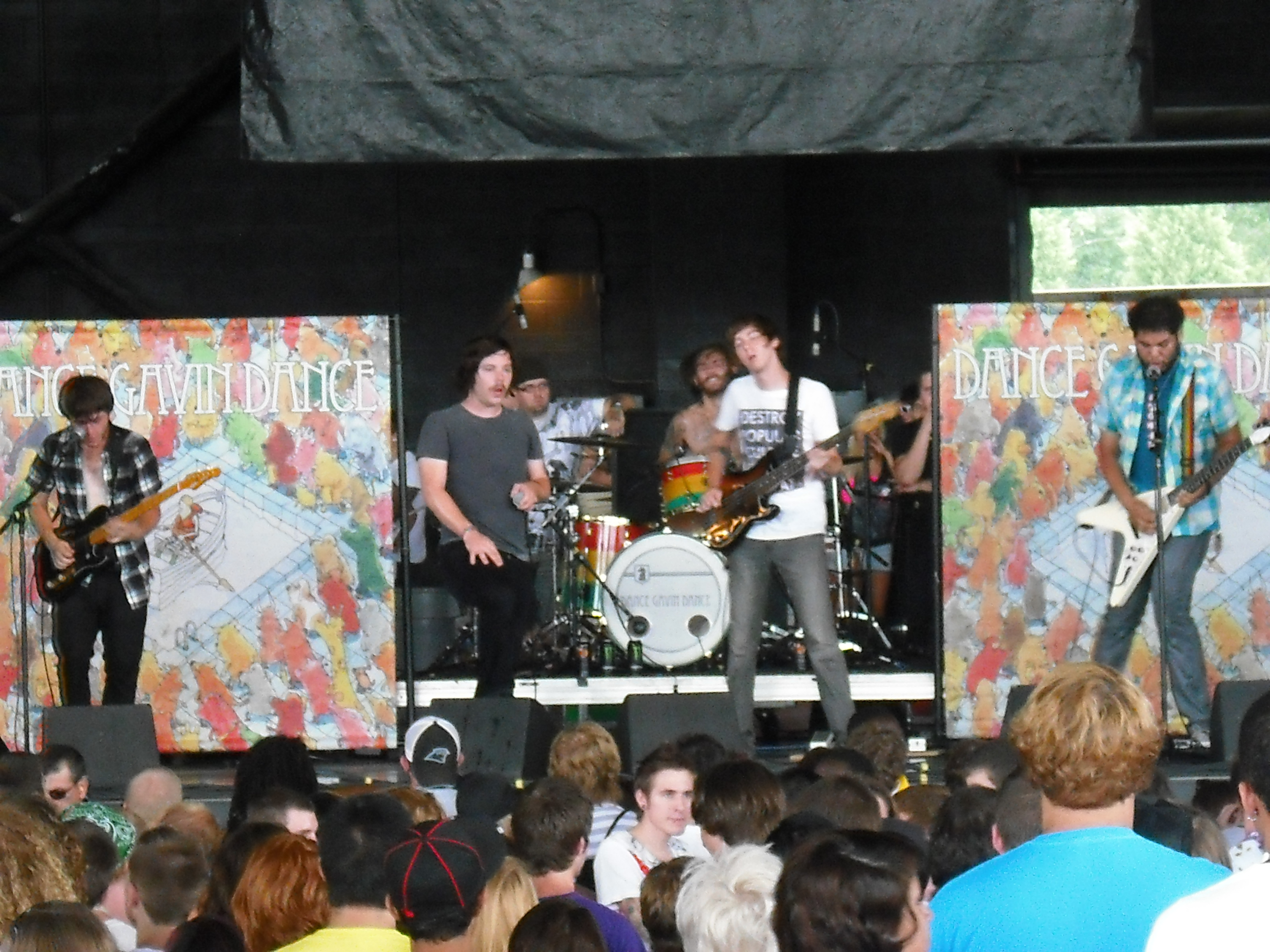
Dance Gavin Dance у 2009 році

У лютому 2009 року гурт увійшов в студію у складі п'яти учасників, щоб записати продовження свого однойменного альбому, знову з продюсером Крісом Крамметтом. Альбом «Happiness» був випущений 9 червня 2009 року, менш ніж через рік після випуску їхнього другого студійного альбому. Бас-гітарист Джейсон Елліс з'являється на Happiness, однак він покинув гурт перед релізом, згодом його замінив Тім Фірік як концертний учасник. AllMusic дав неоднозначну рецензію на альбом, написавши: «Happiness рясніє свого роду надмірною еклектикою, яка настільки ж вражаюча, як і розбіжна», але що дві пісні були затьмарені «назальною цариною шкільного емо», залишаючи слухача незадоволеним. Невдовзі після альбому вийшов кліп на трек «Tree Village». Гурт розпочав тури з американськими рок-гуртами Emarosa, Closure in Moscow, Scary Kids Scaring Kids та іншими на підтримку альбому.
10 лютого 2010 року гітарист Закарі Гаррен був нібито вигнаний з гурту через особисті конфлікти з іншими учасниками. Незабаром після цього Гаррен познайомився з барабанщиком Беном Розеттом і створив мат-рок-тріо Strawberry Girls, яке зараз підписало контракт з Tragic Hero Records. Dance Gavin Dance виступав на фестивалі Soundwave, як було заплановано, у складі чотирьох учасників: Свон виконував усі обов'язки на гітарі, а Курт Тревіс грав на клавішних.

### 2010—2012:Downtown Battle Mountain II

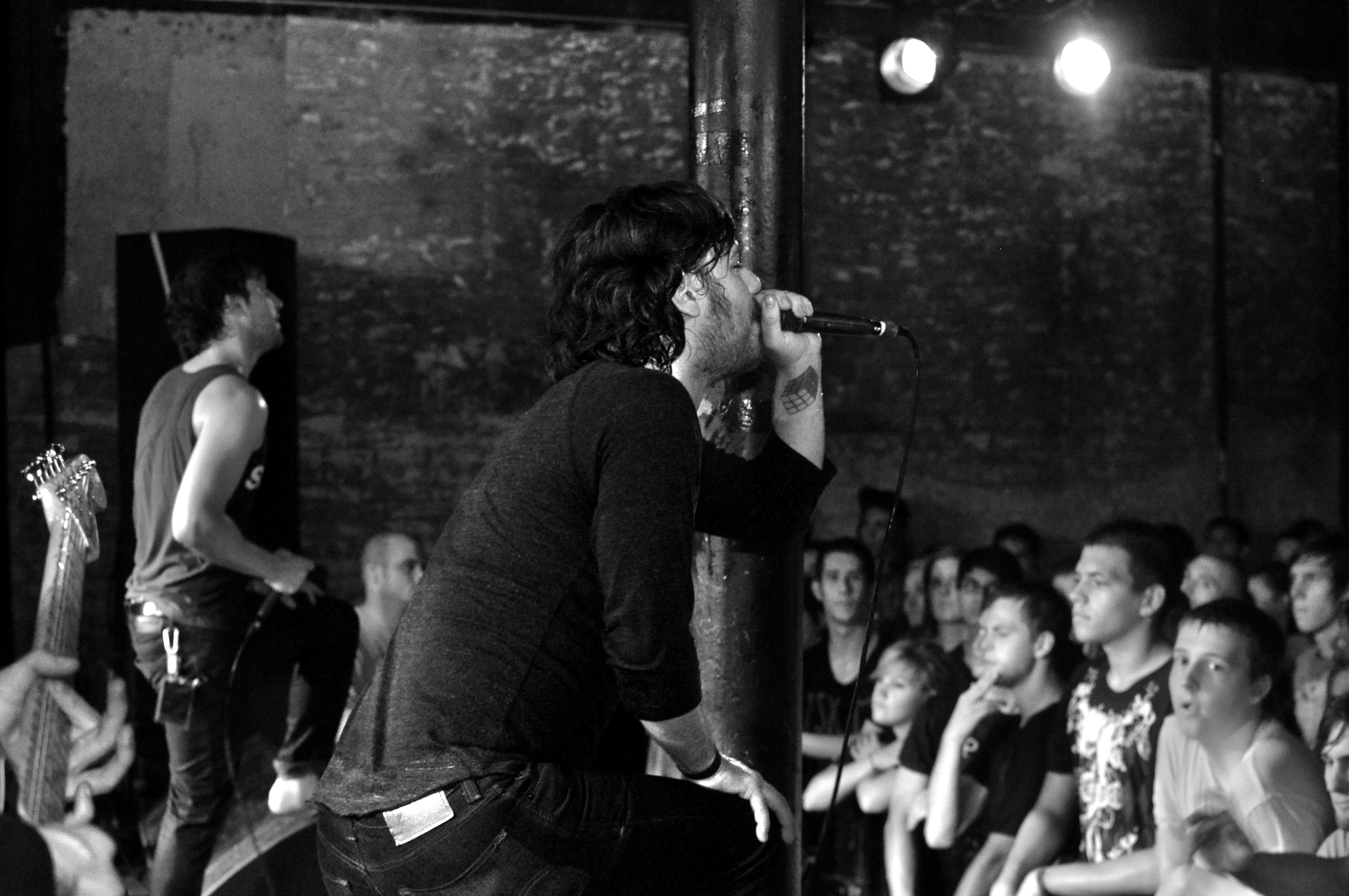
Dance Gavin Dance виступає в турі Scream It Like You Mean It у 2010 році.

Джон Месс і Ерік Лодж знову приєдналися до гурту в середині 2010 року. Джош Бентон, колишній гітарист і товариш по гурту Курта Тревіса в No Not Constant, взяв на себе обов'язки гітариста. У серпні Alternative Press повідомила, що співак Курт Тревіс і Dance Gavin Dance офіційно розійшлися, щоб Джонні Крейг знову приєднався до гурту. Перш ніж звільнити Тревіса, гурт ненадовго розглядав можливість запису альбому з Тревісом і Мессом на вокалі з продюсером Метом Бейлзом на чолі. Месс заявив в інтерв'ю noisey.vice.com, що якби Джонні не захотів приєднатися знову, гурт б розпався. Наприкінці 2010 року колишній гітарист Шон О'Салліван знову приєднався до гурту для кількох домашніх концертів, повернувши гурт до складу Downtown Battle Mountain. 8 березня 2011 року гурт випустив Downtown Battle Mountain II.
У березні 2011 року гурт розпочав свій тур по США з Iwrestledabearonce, In Fear And Faith і Just Like Vinyl, після чого відбувся невеликий європейський тур, кульмінацією якого стали два концерти в Лондоні, де вони повністю зіграли оригінальну Downtown Battle Mountain у перший вечір і Downtown. Battle Mountain II повністю на другу ніч. Гурт також грав у турі Vans Warped Tour 2011 року. У квітні 2011 року в інтерв'ю Mind Equals Blown барабанщик Метт Мінгус заявив, що гурт планує випустити ще один альбом у поточному, возз'єднаному складі. 20 серпня 2012 року Джонні Крейг оголосив про свій вихід з гурту.

### 2013—2014:Acceptance Speech
21 серпня 2012 року Dance Gavin Dance оголосив про вихід Крейга через Facebook, заявивши:
«Коли Джонні знову приєднався до DGD, ми збиралися припинити роботу. Втомилися від гастролей і відсутності вдома протягом 8 місяців на рік, ми хотіли змінити ситуацію. Ми подумали, що було б весело зробити продовження dbm з Джонні та завершити це. Ми записали dbm2 і вважали, що було б некоректно по відношенню до наших фанів, якщо вони не почули б новий запис на живо. Ми здійснили тур і відчули себе оновленими, але Джонні не був у хорошому стані. Після спроб переконати його отримати допомогу під час хаотичного туру, ми скасували хедлайнерський тур у листопаді-грудні 2011 року і сказали йому, що не будемо гастролювати, доки він не знайде справжню допомогу для своєї залежності. Ми запросили нашого хорошого друга Метта Гайза, щоб він замінив його на короткий період, який ми зробили в початковому турі цього року, коли Джонні перебував у реабілітаційному центрі. Його звільнили, і він хотів негайно вирушити в дорогу. Ми не були впевнені, як усе піде, тому ми забронювали лише невелику частину туру всіх зірок, щоб побачити, чи зможе Джонні все ще виконувати роль нашого вокаліста. Через півтора тижні речі не дуже клеїлися. Все прийшло до кульмінації, коли власник Sumerian Records публічно вилаяв Джонні за численні порушення. Саме тоді ми зрозуміли, що наш час з Джонні підійшов до кінця. Ми бажаємо Джонні всього найкращого в його майбутніх починаннях, але він більше не буде частиною DGD. Проте ми продовжимо грати та писати музику, тому що це те, що ми любимо робити».
Тіліана Пірсона, колишнього учасника Tides of Man, попросили замінити Крейга як чистого вокаліста під час створення його сольного альбому Material Me (2013). Пірсона, а також гітариста Джоша Бентона та бас-гітариста Тіма Фіріка офіційно затвердив Джон Месс. П'ятий альбом гурту, Acceptance Speech, був випущений 8 жовтня 2013 року на лейблі Rise Records. Продюсером альбому став Метт Малпасс. Незабаром після зйомок кліпу на сингл «Strawberry Swisher Pt. 3» Джош Бентон розлучився з гуртом, щоб зосередитися на своїй кар'єрі аудіоінженера та продюсера. Арік Гарсія з постхардкор гурту Hail the Sun замінив Бентона в турі The Acceptance Speech Tour і The Rise Records. 17 вересня Dance Gavin Dance випустив сторінку Б із Acceptance Speech під назвою «Pussy Vultures».

### 2014—2015:Instant Gratificationта 10-річний ювілей

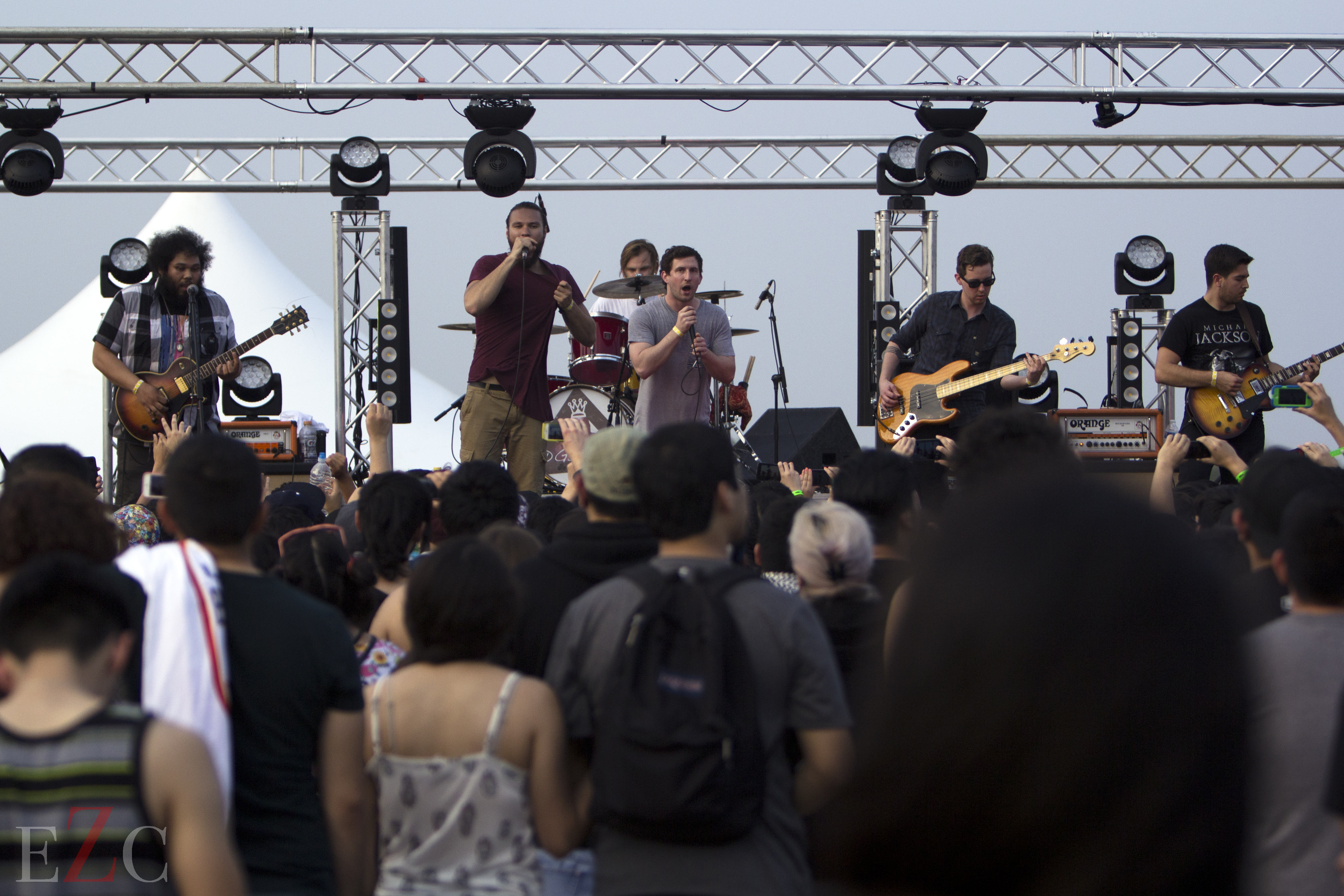
Dance Gavin Dance виступає на фестивалі Never Say Never 2015.

29 жовтня 2014 року продюсер Кріс Краммет оголосив про завершення запису шостого студійного альбому гурту. Замість колишнього учасника Джоша Бентона, Strawberry Girls і колишній гітарист Dance Gavin Dance Закарі Гаррен, гітарист Secret Band Мартін Б'янкіні та гітарист і концертний учасник Hail the Sun Арік Гарсія внесли свої гітарні партії в альбом. 6 лютого 2015 року Rise Records випустив тизер нового альбому Instant Gratification, який пізніше був випущений 14 квітня 2015 року. 12 лютого 2015 року гурт випустив головний сингл «On the Run». Другий сингл «We Own the Night» був випущений 12 березня 2015 року. Відео на пісню «We Own the Night» було завантажено на офіційний YouTube-канал Rise Records 7 травня 2015 року. 2 квітня відбулася прем'єра кліпу гурту на пісню «Stroke God, Millionaire».
19 лютого 2015 року гітарист гурту Вілл Свон опублікував пост у Facebook, у якому повідомлялося, що гітарний педалборд, який він використовує для концертів із Secret Band, Dance Gavin Dance та Sianvar, був вкрадений на концерті 14 лютого під час туру The Blue Swan Tour. Він запустив обліковий запис GoFundMe і попросив шанувальників пожертвувати 2500 доларів, щоб допомогти купити педалборд на заміну. Фонд досяг своєї мети протягом трьох годин після запуску.
Dance Gavin Dance гастролював як супроводжувальний гурт на Take Action! Тур із Memphis May Fire, Crown The Empire та Palisades з 10 березня по 4 квітня 2015 року На підтримку Instant Gratification гурт оголосив тур Instant Gratification Tour, який проходив з 14 квітня по 8 травня 2015 року по всій Північній Америці з супроводжувальними гуртами Polyphia, Hail The Sun і Stolas. Гурт розпочав хедлайнерський тур по Австралії з 14 по 23 травня 2015 року з Arcasia на розігріві. На святкуванні 10-річчя гурту Dance Gavin Dance вирушили в тур до 10-річної річниці з супроводжувальними гуртами A Lot Like Birds, Slaves, Dayshell і Strawberry Girls з 14 листопада по 19 грудня 2015 року в Північній Америці.

### 2016—2017:Tree City SessionsіMothership
23 грудня 2015 року Rise Records оголосили, що Dance Gavin Dance мали випустити сьомий студійний альбом восени 2016 року.
Гурт виступав на музичному фестивалі So What у Гранд-Прері, штат Техас, 20 березня 2016 року. Вони також виступали на спортивно-музичному фестивалі Extreme Thing у Лас-Вегасі, штат Невада, 2 квітня 2016 року з іншими гуртами, такими як Saosin, the Story So Far, the Maine, Mayday Parade тощо.
2 березня 2016 року гурт анонсував свій концертний студійний альбом Tree City Sessions, який вийшов 13 травня 2016 року. Альбом містить 12 живих записів пісень, виконаних у Сакраменто, штат Каліфорнія, на Pus Cavern Studios. 10 травня 2016 року гурт оголосив про британську частину свого 10-річчя туру, до якого увійшли вокалісти Тіліан Пірсон, Курт Тревіс і Джонні Крейг. 11 липня гурт оголосив осінній тур по США, який проходив з 22 вересня по 27 жовтня 2016 року.
27 липня 2016 року гурт анонсував сьомий студійний альбом Mothership із запланованою датою релізу 7 жовтня 2016 року. Головний сингл «Chucky Vs. the Giant Tortoise» був випущений 18 серпня 2016 року. Кліп на пісню «Betrayed By The Game» вийшов 16 вересня 2016 року, а кліп на пісню «Young Robot» — 27 вересня 2016 року. На підтримку альбому гурт розпочав тур The Mothership Tour із супроводжувальними гуртами The Contortionist, Hail the Sun, Good Tiger та The White Noise, який відбувся з 22 вересня по 27 жовтня 2016 року.
Dance Gavin Dance розпочали європейську частину свого туру, присвяченого 10-річчю, з 3 по 26 листопада 2016 року. Турт вирушив у тур разом з американськими рок-гуртами CHON і Eidola у лютому і березні під назвою The Robot with Human Hair Vs. Chonzilla Tour.
1 червня 2017 року гурт випустив на YouTube студійний кавер на сингл Бруно Марса «That's What I Like». 15 червня 2017 року вони випустили самостійний сингл «Summertime Gladness». Гурт гастролював на Journey's Right Foot Stage під час Vans Warped Tour з червня по серпень.
4 жовтня 2017 року гурт оголосив про тур по США, у рамках якого гурт повністю виконав сьомий студійний альбом Mothership до грудня за підтримки Polyphia, Icarus the Owl та Wolf & Bear.

### 2018—2020:Artificial Selection,AfterburnerіTree City Sessions 2
17 жовтня 2017 року гурт оголосив про початок запису свого майбутнього восьмого студійного альбому, який очікується на літо 2018 року. З 3 по 22 березня 2018 року гурт вирушив у хедлайнерський європейський тур за підтримки Veil Of Maya та Thousand Below. 23 березня 2018 року гурт анонсував восьмий студійний альбом Artificial Selection. 4 квітня 2018 року гурт випустив головний сингл альбому «Midnight Crusade» разом із відеокліпом. 3 травня 2018 року гурт випустив пісню «Son of Robot». 24 травня 2018 року вони випустили пісню «Care», яку супроводжували кліпом. «Count Bassy» та кліп на нього вийшли за три дні до альбому, 5 червня 2018 року. На підтримку альбому гурт грав на розігріві у американського постхардкор-гуртуUnderoath у двох турах 2018 року та вирушив у хедлайнерський тур Artificial Selection Tour із Periphery, Hail the Sun і Don Broco у 2019 році. Гурт провів свій перший щорічний SwanFest 30 березня 2019 року в City National Grove of Anaheim в Анагаймі, Каліфорнія.
Новий сингл «Head Hunter» був випущений 22 березня 2019 року. Чистий вокаліст гурту Тіліан Пірсон підтвердив, що Dance Gavin Dance випустить дев'ятий студійний альбом у 2020 році, а нові сингли вийдуть у 2019 році.
30 серпня 2019 року гурт випустив Acceptance Speech 2.0, ремастер свого п'ятого студійного альбому Acceptance Speech.
Інший сингл, «Blood Wolf», був випущений 11 жовтня 2019 року. Він став першим синглом у кар'єрі гурту, який дебютував під номером 24 у чарті Billboard Hot Rock Songs. 12 листопада було оголошено про весняний тур, який планується провести з 12 березня по 25 квітня 2020 року за підтримки Animals As Leaders, Veil of Maya, Royal Coda та ще не анонсованого «таємничого гурту». 12 грудня 2019 року фронтмен Тіліан Пірсон повідомив, що Issues приєднаються як «таємничий гурт», давши їм знак схвалення, сказавши, що він «вже деякий час є фанатом». 12 березня 2020 року гурт оголосив, що скасував усі дати весняного туру 2020 року через пандемію COVID-19 із планами перенесення. 24 березня гурт оголосив про перенесені дати туру під назвою The Afterburner Tour. Вони мали відбутися в серпні та вересні 2020 року, але зрештою були скасовані через пандемію COVID-19.
21 лютого 2020 року гурт оголосив, що дев'ятий студійний альбом Afterburner вийде 24 квітня 2020 року. Головний сингл «Prisoner» був випущений того ж дня разом із кліпом на нього. Ще один сингл «Strawberry's Wake» був випущений 12 березня 2020 року разом із відеокліпом на нього. Кліп на сингл «Lyrics Lie» був випущений 9 квітня 2020 року Сингл «Three Wishes» вийшов 16 квітня 2020 року разом із відеокліпом на нього. Відео містить коментарі фанатів на тему «чистоти».
25 грудня 2020 року гурт випустив третій концертний альбом Tree City Sessions 2.

### 2021–дотепер:Jackpot Juicer, смерть Тіма Фіріка та перерва Тіліана Пірсона
26 лютого 2021 року гітарист Вілл Свон підтвердив, що гурт пише десятий студійний альбом і планується почати запис влітку. 16 жовтня Тіліан оголосив, що вокаліст Eidola Ендрю Уеллс стане найновішим учасником гурту. Гурт завершив 2021 рік туром Afterburner за підтримки Polyphia, Veil of Maya, Eidola та Wolf & Bear. Це був один із перших великомасштабних турів у приміщенні після пандемії COVID-19 . Усього було продано 78 565 квитків, а 28 із 33 шоу були розкуплені.
24 березня 2022 року гурт випустив «Synergy» за участю Роба Даміані з англійського рок-гурту Don Broco як головний сингл із їхнього десятого студійного альбому Jackpot Juicer. Ранні рецензії на альбом були дуже позитивними, а BoolinTunes називав його «найбільш електрифікуючим, послідовним і різноманітним релізом гурту». На підтримку альбому гурт виступив на своєму другому SwanFest у Heart Health Park у Сакраменто, штат Каліфорнія, 23 квітня 2022 року, після чого відбувся весняний тур за підтримки Memphis May Fire, Volumes і Moon Tooth у квітні та травні. Гурт значився як супроводжувальний у турі Coheed and Cambria A Window of the Waking Mind у Північній Америці в липні та серпні 2022 року, після чого відбудеться тур хедлайнерами у Великобританії та Європі за підтримки Caskets, Volumes і Eidola. 8 червня вони були виключені з туру Coheed & Cambria.
14 квітня 2022 року гурт оприлюднив заяву про смерть давнього басиста Тіма Фіріка, який помер напередодні ввечері. Пізніше повідомлялося, що причиною смерті Фіріка стало передозування фентанілу.
3 червня 2022 року, після звинувачень у сексуальному насильстві проти Тіліана Пірсона, гурт випустив заяву, в якій оголосив, що Пірсон «виходить із гурту».
27 червня 2022 року гурт оголосив про свій тур An Evening With Friends на підтримку свого альбому Jackpot Juicer . У північноамериканській частині живих концертів, які тривали 21 день, не було включено вокаліста Тіліана Пірсона, а Ендрю Веллс і колишній фронтмен Курт Тревіс натомість розділили чисті вокальні обов'язки.
10 листопада 2022 року Dance Gavin Dance оголосив у соціальних мережах, що Пірсона повернули після перерви. У своїй заяві Пірсон також спростував висунуті проти нього звинувачення.

## Музичний стиль, впливи та сайд-проєкти
Музичний стиль Dance Gavin Dance описується як постхардкор, мат-рок, експериментальний рок, прогресивний рок, скримо, джаз-фьюжн та емо. Критики порівнювали гурт із пост-ардкорними колегами Fall of Troy, Alexisonfire і Circa Survive. Кажуть, що їхній реліз Downtown Battle Mountain II 2011 року має «таку саму структуру, що й альбом The Bedlam In Goliath гурту The Mars Volta, оскільки він ніколи не замовкає».
На питання про впливи в інтерв'ю 2007 року Джон Месс відповів: «Ми всі маємо настільки різноманітні музичні смаки, що це був би досить довгий список», і згадав At the Drive-In, Cursive, Explosions in the Sky, MF Doom і Radiohead. Інші впливові гурти включають Deftones, The Temptations, Glassjaw, Usher і Earth, Wind & Fire. Метт Мінгус назвав Філа Коллінза з Genesis і Ейба Каннінгема з Deftones двома своїми улюбленими барабанщиками, а Вілл Свон назвав гітарну роботу Thursday і Омара Родрігеса-Лопеза з At the Drive-In як головний вплив. Свон підкреслив зацікавленість гурту у впровадженні нових стилів і експериментуванні з кожним релізом.
Колишній вокаліст Джонні Крейг останнім часом був фронтменом Slaves з 2014 року до свого виходу в 2019 році. Колишній вокаліст Курт Тревіс виконував вокальні обов'язки в гурті A Lot Like Birds з 2011 по 2016 рік, а зараз є вокалістом у Royal Coda, тоді як колишній гітарист Закарі Гаррен створив гурт Strawberry Girls, а соло-гітарист Вілл Свон зараз має власний звукозаписний лейбл Blue Swan Records і грає на гітарі в супергурті Sianvar, Royal Coda та Secret Band, до складу якої також входять Джон Месс і Метью Мінгус. Колишній гітарист Джош Бентон також працює продюсером і продюсував концертний студійний альбом Dance Gavin Dance, Tree City Sessions (2016), а також більшість релізів на Blue Swan Records.

## Учасники гурту
| Поточні учасники - Джон Мес — екстрім-вокал (2005—2008; 2010–дотепер) - Мет Мінгус — ударні, перкусія (2005–дотепер) - Віл Свон — соло-гітара, бек-вокал, додаткова ритм-гітара (2005–дотепер), реп-вокал (2009–дотепер), екстрім-вокал (2008—2010) - Тіліан Пірсон — чистий вокал, додатковий екстрім-вокал (2012–дотепер, перерва у 2022) - Ендрю Велс — ритм-гітара, чистий вокал, додатковий екстрім-вокал (2021–дотепер; сесійний учасник 2016—2021; концертний учасник 2015—2021) | Колишні учасники - Альваро Алкала — ритм-гітара (2005—2006) - Шон О'Саліван — ритм-гітара (2005—2007; концертний учасник 2010) - Джейсон Еліс — бас (2008—2009) - Закері Гарен — ритм-гітара (офіційний учасник 2007—2010; сесійний учасник 2015—2020) - Курт Тревіс — ведучий вокал (2007—2010; концертний учасник 2012, 2015—2016, 2022) - Ерік Лодж — бас (2005—2008; 2010—2012), бек-вокал (2005—2008) - Джонні Крейг — чистий вокал, додатковий екстрім-вокал (2005—2007; 2010—2012; концертний учасник 2015—2016) - Джош Бентон — ритм-гітара (2012—2013, офіційний учасник; сесійний учасник 2016; концертний учасник 2010—2012) - Тім Фірік — бас (2009—2010; 2012—2022; помер у 2022) Поточні концертні та сесійні учасники - Серхіо Медіна — бас (концертний учасник 2022–дотепер), ритм-гітара (концертний учасник 2021) - Мартін Бьянчіні — ритм-гітара (сесійний учасник 2015–дотепер) Колишні концертні та сесійні учасники - Ден Снук — ритмічна та соло-гітара (концертний учасник 2010) - Тоні Маркс — бас (концертний учасник 2010) - Мет Гіс — чистий вокал (концертний учасник 2012) - Джордан Мак-Кой– бас (концертний учасник 2011—2012) - Ерік Гарсія — ритмічна і соло-гітара (концертний учасник 2014—2015; сесійний учасник 2015) - Алекс Віткомб — ритм-гітара (концертний учасник 2015) - Джої Рубінштейн — ритмічна і соло-гітара, бек-вокал (концертний учасник 2017—2018) - Луї Бальтазар — ритмічна і соло-гітара (концертний учасник 2018; сесійний учасник 2022) - Джессіка Еспозіто — флейта (сесійний учасник 2016—2018) - Дакота Семонс — барабани (концертний учасник 2021) - Марк Окубо — ритм-гітара (концертний учасник 2021—2022) |

## Дискографія
- Downtown Battle Mountain (2007)
- Dance Gavin Dance (2008)
- Happiness (2009)
- Downtown Battle Mountain II (2011)
- Acceptance Speech (2013)
- Instant Gratification (2015)
- Mothership (2016)
- Artificial Selection (2018)
- Afterburner (2020)
- Jackpot Juicer (2022)